# Дзержинский (Новосибирская область)
Дзержинский — посёлок в Искитимском районе Новосибирской области. Входит в состав Верх-Коенского сельсовета.

## География
Площадь посёлка — 44 гектара

## Население
| 2002 | 2007 | 2010 |
| ---- | ---- | ---- |
| 103  | ↗115 | ↘57  |

## Инфраструктура
В посёлке по данным на 2007 год функционирует 1 учреждение здравоохранения.